# Armando Domingues
Armando Esteves Domingues (ur. 10 marca 1957 w Oleiros) – portugalski duchowny rzymskokatolicki, biskup pomocniczy Porto w latach 2018–2022, biskup Angra od 2023.

## Życiorys
Święcenia kapłańskie otrzymał 13 stycznia 1982 i został inkardynowany do diecezji Viseu. Był m.in. kapelanem wojskowym, ekonomem diecezjalnym, regionalnym asystentem skautingu oraz wikariuszem generalnym diecezji.
27 października 2018 papież Franciszek mianował go biskupem pomocniczym diecezji Porto, ze stolicą tytularną Centenaria. Sakry udzielił mu 16 grudnia 2018 biskup António Luciano dos Santos Costa.
4 listopada 2022 papież Franciszek mianował go biskupem Angra.